# Interleucina 9
La interleucina 9 (IL-9) es una citocina pleiotrópica producida por los linfocitos-T más específicamente por CD4+ helper. IL-9 realiza varias funciones en las células linfoide y en los mastocitos. El gen que codifica esta citocina se cree que juega un papel el asma. Estudios genéticos en ratones han demostrado que es un factor determinante en la hiperespuesta bronquial en el asma.

## Descubrimiento
La IL-9 se describió por primera vez a fines de la década de 1980 como miembro de un número creciente de citocinas que tenían funciones pleiotrópicas en el sistema inmunológico. La IL-9 sigue siendo una citocina poco estudiada a pesar de que se le ha asignado muchas funciones biológicas. Primero se purificó y caracterizó como factor de crecimiento de células T y mastocitos y se denominó P40, en función de su peso molecular , o actividad potenciadora del crecimiento de mastocitos (MEA) .La clonación y secuenciación completa de aminoácidos de P40 reveló que es estructuralmente diferente de otras células Tfactores de crecimiento. Por lo tanto, se denominó IL-9 en función de sus efectos biológicos sobre las células mieloides y linfoides .